# كاي إليس
كاي إليس (بالإنجليزية: Kai Ellis)‏ هو لاعب كرة قدم أمريكية ولاعب كرة القدم الكندية أمريكي، ولد في 7 أغسطس 1980 في كينت في الولايات المتحدة.